# Glafira Tarkhanova
Glafira Alexandrovna Tarkhanova, née le 9 novembre 1983 à Elektrostal, Oblast de Moscou (alors en URSS) est une actrice de théâtre et de cinéma russe.

## Biographie
Glafira Alexandrovna Tarkhanova naît dans une famille de marionnettistes. Elle a un demi-frère, Miron, et une sœur Ilaria.
Après l'école, elle entre à l'école de Galina Vichnevskaïa au département de chant d'opéra, dont elle sort diplômée en 2001. En 1998, elle fait ses débuts au cinéma, avec son beau-père Mikhail, elle joue comme figurante pour le film Le Barbier de Sibérie. En 2005, elle est diplômée du département de théâtre de l'école de théâtre d'art de Moscou (cours de Konstantin Raïkine).
Depuis janvier 2002, elle joue au Théâtre Satiricon.
En 2008, elle est diplômée de l'Université d'État de Moscou avec un deuxième diplôme en psychologie.

### Vie familiale
Elle est mariée à Alexei Faddeev (ru), acteur du théâtre Maly. Ils ont 4 fils : Korney, Yermolai (2010), Gordey (né le 2 novembre 2012) et Nicéphore (né le 19 septembre 2017).

## Filmographie partielle

### Cinéma
- 1998 : Le Barbier de Sibérie de Nikita Mikhalkov : une fille à la foire
- 2006 : Les Amants de Marina Migounova : Dina
- 2007 : Tri dnya v Odesse (ru) (littéralement Trois Jours à Odessa) d'Alexeï Pimanov (ru) : Maya
- 2010 : Trois Femmes de Dostoïevski (Три женщины Достоевского) d'Evgueni Tachkov : Appolinaria Souslova
- 2013 : Le Paradis des chiens (Собачий рай) d'Anna Tchernakova
- 2023 : Baba Yaga sauve le monde (Баба Яга спасает мир) de Karen Zakharov : Maria

### Télévision
- 2005 : Gibel imperii (ru) (littéralement La Chute de l'Empire), mini-série télévisée de Vladimir Khotinenko : Tanya Zaitseva
- 2006 : Besy (ru) (Démons ou Les Possédés), mini-série télévisée de Valéri Akhadov et Gennady Karyuk : Liza
- 2015 : Izmeny (ru) de Vadim Perelman : Daria Schukina
- 2019 : Skazochnyy patrul (ru), série en dessin animé : voix d'Alice

## Théâtre
- Nina dans Маскарад (littéralement Mascarade) de Mikhaïl Lermontov, mise en scène de Vladimir Ageev (ru) au Théâtre Satiricon en octobre 2004[3]
- Nastya dans Деньги (littéralement Argent), pièce d'Alexandre Ostrovski, mise en scène de Konstantin Raïkine, au Théâtre Satiricon en avril 2010[4],[5]
- Anka dans Колесо Фортуны (littéralement la Roue de la fortune) au Théâtre de la Taganka au printemps 2016[2]
- Elle dans Однажды дважды (littéralement Une fois) en janvier 2018[6]

sans date
- Polinka dans Доходное место (Une place lucrative) d'Alexandre Ostrovski
- Papillon de nuit, Hibou dans Шантеклер (Chantecler), d'Edmond Rostand
- Cordelia dans Король Лир (Le Roi Lear) de William Shakespeare
- Lady Anna dans Ричард III (Richard III) de William Shakespeare
- Bianca dans Укрощение (littéralement Apprivoiser)[7]